# مارتن لي
مارتن لي هو قاضي صلح ‏ ومحام بالقضاء العالي وسياسي هونغ كونغي، ولد في 8 يونيو 1938 في هونغ كونغ البريطانية في المملكة المتحدة. حزبياً، نشط في Democratic Party (Hong Kong) ‏. وقد انتخب عضو المجلس التشريعي لهونغ كونغ عن دائرة Hong Kong Island (1998 constituency) ‏ (1 يوليو 1998 – 30 سبتمبر 2008).

## روابط خارجية
- مارتن لي على موقع IMDb (الإنجليزية)
- مارتن لي على موقع مونزينجر (الألمانية)